# Zagość (gmina)
Zagość – dawna gmina wiejska istniejąca do 1954 roku w woj. kieleckim. Siedzibą władz gminy była Zagość. 
W okresie międzywojennym gmina Zagość należała do powiatu pińczowskiego w woj. kieleckim.
1 kwietnia 1928 do gminy Zagość przyłączono wieś i folwark Skorocice oraz folwark Aleksandrów z gminy Chotel, natomiast z gminy Zagość wyłączono wieś Kobylniki, włączając ją do gminy Chotel
Po wojnie gmina zachowała przynależność administracyjną. 1 lipca 1948 roku część obszaru gminy Zagość (gromady Bogucice I, Bogucice II i Grochowiska) przyłączono do gminy Pińczów. Według stanu z dnia 1 lipca 1952 roku gmina składała się z 10 gromad: Kowala, Krzyżanowice Dolne, Krzyżanowice-Gacki, Krzyżanowice Średnie, Skorocice, Skotniki Dolne, Skotniki Górne, Winiary, Wola Zagójska i Zagość.
Jednostka została zniesiona 29 września 1954 roku wraz z reformą wprowadzającą gromady w miejsce gmin. Po reaktywowaniu gmin z dniem 1 stycznia 1973 roku gminy Zagość nie przywrócono, a jej dawny obszar wszedł głównie w skład gminy Pińczów.